# Войняса (Олт)
Войняса (рум. Voineasa) — село у повіті Олт в Румунії. Входить до складу комуни Войняса.
Село розташоване на відстані 157 км на захід від Бухареста, 24 км на південний захід від Слатіни, 26 км на схід від Крайови.

## Населення
За даними перепису населення 2002 року у селі проживали 453 особи.
Національний склад населення села:
| Національність | Кількість осіб | Відсоток |
| -------------- | -------------- | -------- |
| румуни         | 446            | 98,5%    |
| цигани         | 7              | 1,5%     |

Рідною мовою назвали:
| Мова      | Кількість осіб | Відсоток |
| --------- | -------------- | -------- |
| румунська | 447            | 98,7%    |
| циганська | 6              | 1,3%     |